# Eugène Isabey

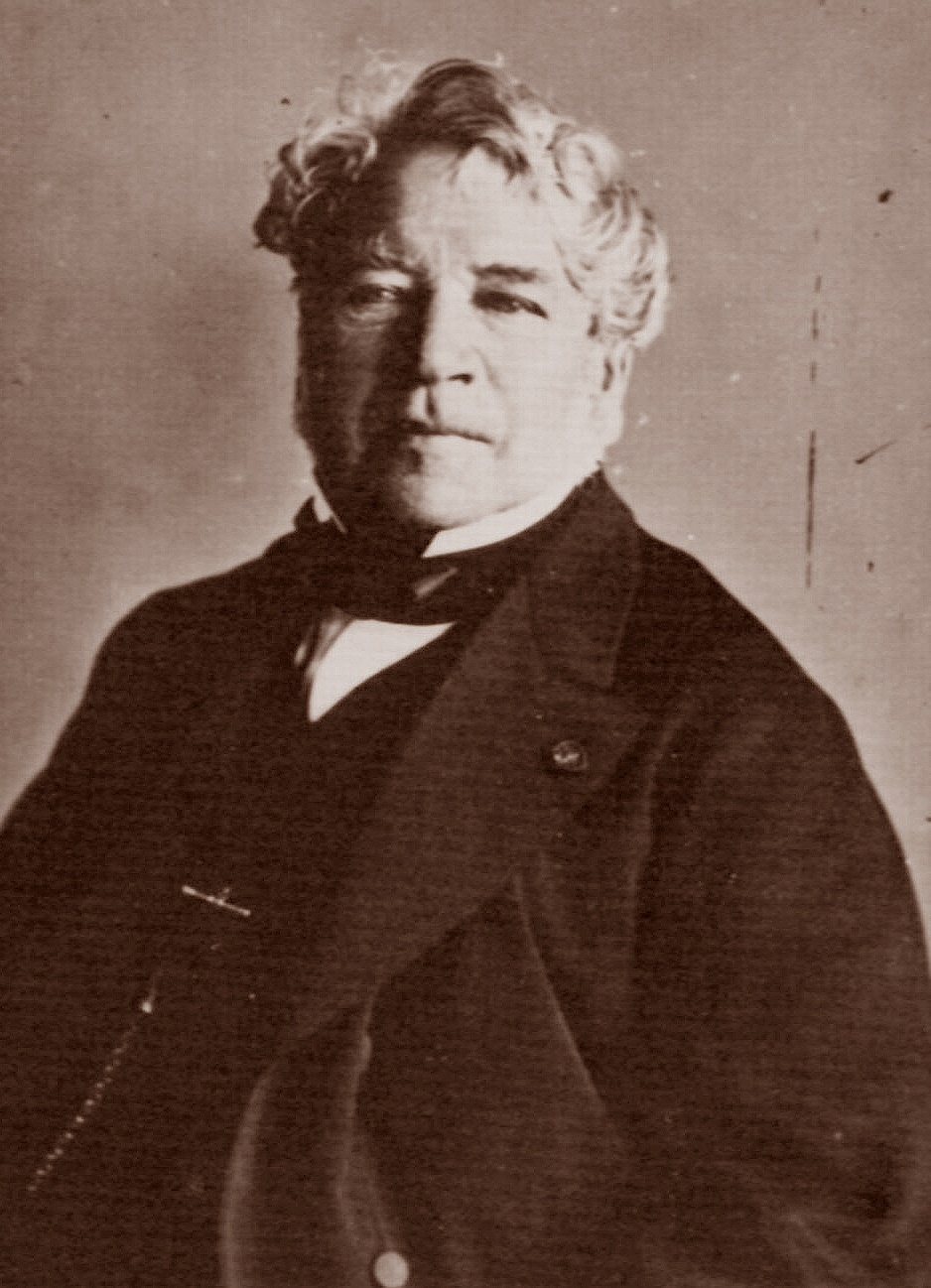
Eugène Isabey, um 1860

Louis Gabriel Eugène Isabey (* 22. Juli 1803 in Paris; † 27. April 1886 in Montévrain, Département Seine-et-Marne) war ein französischer Maler der Romantik und des akademischen Realismus.

## Leben und Werk

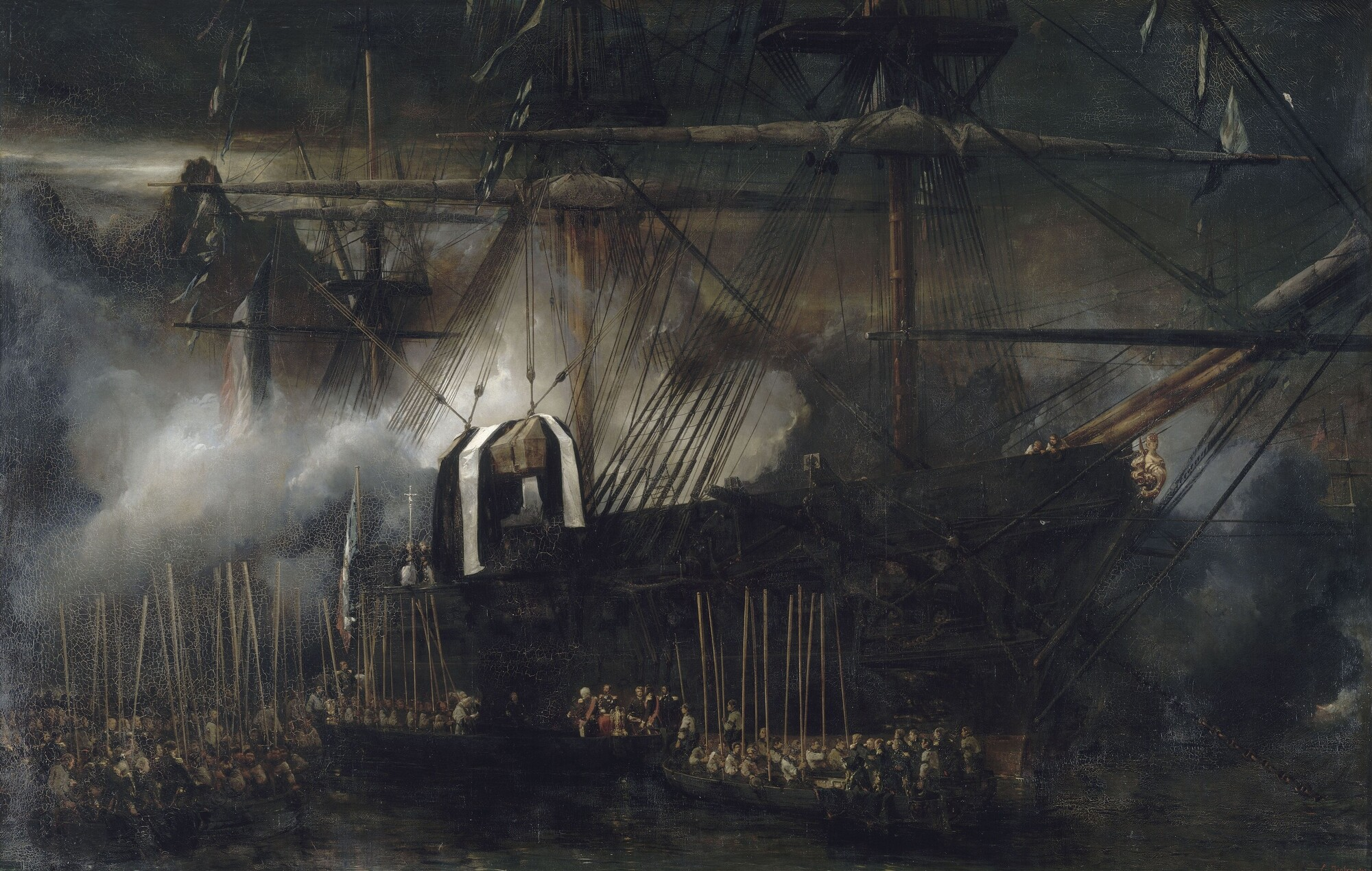
Die Überführung der Asche Napoleons an Bord der Belle Poule, am 15. Oktober 1840, Öl auf Leinwand, 1843

Eugène Isabey war Schüler seines Vaters, des Malers Jean-Baptiste Isabey (1767–1855). Er begleitete 1830 als  königlicher Marinemaler den Feldzug nach Afrika  und stellte eine Reihe Bilder von jenem Kriegsschauplatz dar.
Bei kecker Behandlung suchte er namentlich die glänzenden Farben- und Lichteffekte, das Perlen und Sprühen der Wogen, die Wirkungen der Luft, leicht und geistreich wiederzugeben. Diese einseitige Virtuosität wurde freilich oft zur Gleichgültigkeit gegen Form und Charakter der Dinge selbst, die in seinen letzten Bildern, namentlich in Kostümstücken, bis zur Flüchtigkeit ausartete. Doch hat seine flotte, bestechende Manier einen großen Einfluss auf französische und deutsche Künstler (Charles Hoguet, Eduard Hildebrandt) ausgeübt. Eugène Isabey hat auch zahlreiche Aquarelle ausgeführt. Er starb am 27. April 1886.

## Werke (Auswahl)
Zu seinen bekanntesten Darstellungen gehören:
- Der Kampf bei Texel (1839, im Museum von Versailles),
- Der Hafen von Marseille,
- Die Überführung der Asche des Kaisers Napoleon I. (1843)
- Ansicht von Boulogne (1845)
- Zeremonie in der Kirche von Delft (1847)
- Heirat Heinrichs IV. (1848)
- Die Einschiffung von A. de Ruyter (1850, im Luxembourg)
- Der Schiffbruch des Dreimasters Emily (1865)
- Die Versuchung des heiligen Antonius (1869), Musée d’Orsay, Paris
- Ausgang der Sakristei zu Brügge.